# France Musique
France Musique (vroeger France Musiques) is een Franse muzikale publieke radiozender van de omroep Radio France. De programma's van France Musique betreffen vooral klassieke muziek en jazz, maar biedt ook programma's met elektronische muziek, musicals, enz.
De directeur van France Musique is Olivier Morel-Maronger.

## Historie
In 1954, startte France Musique onder de naam van programme musical à modulation de fréquence en later als France IV.
Op 4 februari 1959, wordt de zender France IV Haute-Fidélité, op 20 oktober 1963 hernoemd tot RTF Haute Fidélité en uiteindelijk op 8 december van hetzekfde jaar tot France Musique.

## Programmering
France Musique zendt vooral klassieke muziek uit, maar met de tijd is de zender meer jazz gaan uitzenden. Tegenwoordig is er meer dan 10 uur per week gewijd aan jazzmuziek, met de volgende programma's:
- "Open Jazz", door Alex Dutilh
- "Jazzistiques", door Franck Médioni
- "Jazz Club", door Yvan Amar
- "Le bleu, la nuit..." door Xavier Prévost
- "On ne badine pas avec le jazz" door Jérôme Badini en Patrice Bertin

Ook geprogrammeerd :
- "Couleurs du monde", door Françoise Degeorges, wereldmuziek
- "42ème rue", door Laurent Valière
- "Tapage Nocturne", door Bruno Letort
- "Label pop"
- "Cinéma song" door Thierry Jousse